# Husbyån, Haninge kommun

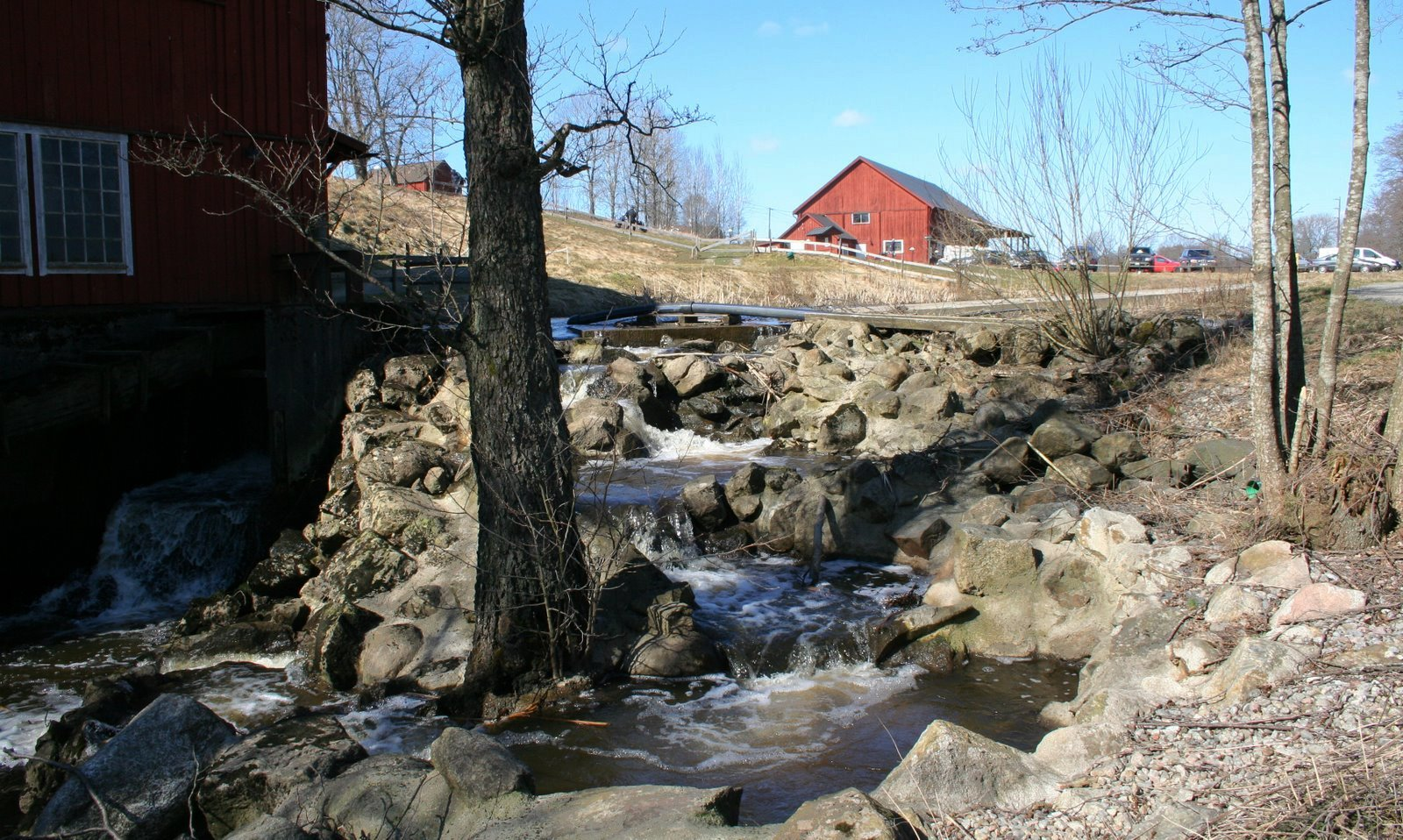
Husbyån vid Husby gård i Österhaninge.

Husbyån är ett vattendrag som avvattnar de centrala delarna av Haninge kommun på Södertörn i Stockholms län. Ån har sina källor vid Sipängen och Åvadal på gränsen till Tyresta nationalpark och rinner genom en huvudsakligen uppodlad sprickdal mot Jordbro där Åbyån och Kvarnbäcken ansluter strax norr om Husby gård. Ån mynnar ut i Blista fjärd i Östersjön.
Husbyån är hårt belastad av föroreningar som Åbyån för med sig från Jordbro industriområde.